# IOTA
Sean Hape, meglio conosciuto come iOTA (Pinjarra, 7 maggio 1968), è un cantante, musicista e attore australiano.

## Biografia
I suoi genitori, padre maori e madre inglese, si conobbero in Nuova Zelanda. Crebbe a Pinjarra, dove suo padre lavorava come smaltitore di alluminio. Alle superiori, iOTA scelse teatro e musica come materie opzionali, così avrebbe potuto "rilassarsi per un paio d'ore"; appassionatosi ai due ambiti, all'età di 16 anni formò la sua prima band, che ebbe vita breve. A 17 anni, Sean se ne andò di casa a bordo di un caravan e visse per diversi anni di indennità di disoccupazione, mentre suonava con una band hard rock chiamata Loose Goose. Prima che la sua carriera musicale prendesse il via, lavorò anche come meccanico.
I Loose Goose si spostarono a Sydney nel 1991, quando iOTA aveva 23 anni. A 26 anni Sean cambiò il nome all'anagrafe per tre ragioni: iniziare una nuova identità come solista, essere apertamente gay e per festeggiare la guarigione dal suo alcolismo.

### Carriera musicale
Il primo album di iOTA, chiamato The Hip Bone Connection, uscì nel 1999 ed ottenne una candidatura agli ARIA Music Awards. In seguito all'uscita dell'album, iOTA fu, nolente, etichettato come un musicista "acustico/blues/ribelle". Il suo secondo album, Big Grandfather, venne considerato più atmosferico, ma meno comprensibile, e non ottenne il successo del primo. Nel suo terzo album, La Caravana, il cantautore tratta della vita nomade di un musicista. Il suo album più recente è Beauty Queen of the Sea.

### Carriera attoriale
Esordisce con la Sydney Dance Company nel musical Berlin, per poi interpretare Frank-N-Furter in The Rocky Horror Show ed il ruolo titolare in Hedwig and the Angry Inch; quest'ultima interpretazione, acclamata dal pubblico e dalla critica, gli vale il prestigioso Helpmann Award come Miglior Attore in un Musical, battendo l'esordiente Hugh Jackman. Negli anni duemiladieci prende parte a produzioni teatrali originali come Smoke & Mirrors e B-Girl. Con Smoke & Mirrors, di cui è anche il co-creatore, si aggiudica nel 2010 tre ulteriori Helpmann Award come Miglior Cabarettista, Miglior Colonna Sonora e Miglior Esordio. Per il The Sydney Festival, ha ideato ed interpretato nel 2012 lo spettacolo teatrale Young, Hard and Solo. La sua prima incursione nel mondo del cinema avviene nel 2013 con Il grande Gatsby, in cui interpreta un folle direttore d'orchestra.
Nel 2015 recita in Mad Max: Fury Road di George Miller, quarto film della serie di Mad Max, nei panni del Doof Warrior, un chitarrista cieco il cui strumento è anche un lanciafiamme. Informato che la produzione cercava "una via di mezzo tra Keith Richards ed uno spaventapasseri", l'attore, fan della saga fin da bambino, si è presentato al provino con una chitarra e vestito come un classico personaggio della serie, con catene, trucco nero agli occhi e denti anneriti. L'attore ha avuto carta bianca riguardo ai brani da suonare durante le riprese ed ha contribuito inoltre alla creazione del look del personaggio, ispirandosi ai costumi di scena utilizzati da band come Soundgarden, Sepultura, ed AC/DC. In particolare Angus Young ha ispirato gli shorts e le sneakers, mentre gli Slipknot sono serviti come fonte di ispirazione per la tuta vermiglia indossata dal Doof Warrior.
Sia la chitarra (compresa di lanciafiamme) che il veicolo del personaggio, un camion a 8 ruote composto da gigantesche casse acustiche e con un'orchestra di suonatori di tamburo posizionata dietro, erano perfettamente funzionanti; l'artista e i tamburini si tenevano in contatto con degli auricolari. L'artista doveva quindi suonare lo strumento (una chitarra a doppio manico compresa di basso elettrico a sei corde) completamente bendato e sospeso con degli elastici da bungee jumping sopra degli amplificatori fissati su un camion lanciato nel deserto a 70 km/h. Nonostante le difficoltà, iOTA ha dichiarato di essersi divertito molto e di essere disposto ad apparire anche in eventuali sequel.

## Discografia

### Album
- The Hip Bone Connection (1999)
- Big Grandfather (2001)
- One of Life's Simple Pleasures (Live) (2002)
- La Caravana (2003)
- Beauty Queen of the Sea (2006)

### Singoli/EP
- Iota (EP) (1998)
- Little Carlos (EP) (2000)
- Struttin' Rock Rooster (2001)
- Million Miles (2001)
- Wooden Skeletons (2002)
- Scars (2002)
- Pockets (2002)
- Pigs (2003)
- I Want It Again (2004)
- Handle on It (2006)
- Come Back for Me (2006)

## Filmografia
- Il grande Gatsby (The Great Gatsby), regia di Baz Luhrmann (2013)
- Mad Max: Fury Road, regia di George Miller (2015)
- Furiosa: A Mad Max Saga, regia di George Miller (2023)